# Голєнищев Володимир Семенович
Володимир Семенович Голєнищев (17 (29) січня 1856 , Санкт-Петербург  — 5 серпня 1947 , Ніцца ) — перший російський єгиптолог.
Поряд з Борисом Тураєвим, Володимир був одним із засновників і найбільш визнаних авторитетів шкіл єгиптології і ассиріології в Росії та світі, один із засновників каїрської єгиптологічної школи. Володів 13 мовами.

## Походження
Народився у родині багатого купця і здобув чудову освіту. Освіту здобув у Санкт-Петербурзькому університеті. Стародавнім Єгиптом ж він захопився ще в юнацькі роки. У 14-річному віці Володимир Семенович придбав свій перший давньоєгипетський пам'ятник, що поклав початок його знаменитої колекції.

## Професійна діяльність
У 1870 Володимир Голєнищев був зарахований на службу в Ермітаж. Тут він почав роботу з каталогізації, реставрації і дослідження староєгипетських пам'яток. До нього цим ніхто не займався, і ніхто точно не знав, що ж з єгипетських старожитностей зберігалося в Ермітажі. Саме тут, в Ермітажі Володимир Семенович зробив відкриття, що прославило його як єгиптолога. Він знайшов прекрасний папірус з ієратичного письменами. У результаті своїх досліджень він з'ясував, що папірус складається з двох літературних творів. Назвав він цю знахідку «Папірус № 1 Санкт-Петербурга». Папірус цей містив «Повчання царя синові Мерікара» (зараз — папірус, Ермітаж, 1116A) і «Пророцтво Неферті» (папірус, Ермітаж, 1116B), які ввійшли у список найвідоміших творів Стародавнього Єгипту.
У 1881 році Володимир Семенович зробив ще одне приголомшливе відкриття масштабу світової єгиптології. Він відкрив ще один чудово зберігся папірус. Папірус цей датувався епохою Середнього царства і містив текст, який згодом отримав назву «Казка про потерпілого аварію корабля» (нині — папірус, Ермітаж, 1115).
У 1884—1885 Голєнищев проводив свої епіграфічні дослідження в Ваді-Хаммамата, які сам же і фінансував, а після опублікував їхні результати.
Протягом наступних 25 років він зробив більше 60 поїздок до Єгипту і зібрав колекцію з більш ніж 6000 єгипетських пам'яток, серед яких найвідоміші:
- Московський математичний папірус
- Папірус із записом «Подорожі Уну-Амона»
- Фаюмские портрети.

## Передача колекції
Поступово становище фінансових справ Голєнищева погіршувався, і йому довелося думати про те, щоб продати свою багатющу колекцію. Відразу ж посипалися пропозиції від різних іноземних музеїв. Однак, Володимир Семенович, будучи патріотом, вирішив, що колекція повинна залишитися в Росії.
У 1909, завдяки зусиллям Бориса Тураєва, Івана Цвєтаєва та інших представників інтелігенції, Дума погодилася придбати колекцію на виплат в розореного до того моменту Голєнищева. Колекція потрапила в державну власність у 1912, якраз до відкриття нового Музею витончених мистецтв.

## За кордоном
З 1910 Голєнищев через хворобу дружини переїжджає і залишається на постійне місце проживання за кордон — у південні країни. Спочатку він оселився в Ніцці, а з 1915, на запрошення переїжджає до Єгипту. Тут він заснував кафедру єгиптології в Каїрському університеті, яку очолював з 1924 по 1929 рік. У Єгипетському музеї в Каїрі він систематизував збори ієратичних папірусів в «Зведений каталог Каїрського музею».
Помер у Ніцці в 1947 у віці 90 років, похований на російському цвинтарі Кокад.